# Toxochitona
Toxochitona là một chi bướm ngày thuộc họ Lycaenidae.